# أ. تي مان
أ. تي مان (بالإنجليزية: A. T. Mann)‏ هو منجم ومهندس معماري وفنان أمريكي، ولد في 18 أغسطس 1943 في أوبورن في الولايات المتحدة.